# 達克賽德菁英
達克賽德菁英（英語：Darkseid's Elite）是一群出現於DC漫畫《傑克·科比的第四世界》短篇故事中的一群虛構人物，由傑克·科比所創作。

## 虛構團隊歷史
達克賽德菁英是天啟星帝王達克賽德所選擇並建立的頂尖團隊。菁英們成為他最強大的戰士團隊。

## 成員
- Amazing Grace：心靈操控大師，光榮的嘉弗瑞的妹妹。她曾經試圖洗腦超人。
- 天啟星之災禍
- 博拉：菁英突擊兵。
- 狄薩德：虐待狂性格的施虐者。
- 戴佛蘭斯：狩獵之神，似乎在大事件《52》中被暴狼所殺。
- 瘋人院博士：一個純粹的能量存在，居住於一個無止盡的人造軀殼之中。
- 光榮的嘉弗瑞
- 善良奶奶
- 卡利貝克：達克賽德的長子，野蠻的禽獸。
- 螳螂：長得像蟲子一樣的戰士，新創世星的昆蟲人之一。
- 莫托拉
- 荒狼：達克賽德的叔叔，天啟星軍隊中的將軍，他曾經殺害了艾札亞（Izaya）的愛妻。
- 泰坦：一個綠色的巨人。
- 維曼·曼德巴

## 其他媒體

### 電視
- 《超人：動畫系列》
- 《正義聯盟無限版》
- 《超人前傳》：狄薩德、光榮的嘉弗瑞及善良奶奶在劇中登場。